# Waylon Jennings/Diskografie
Diese Diskografie ist eine Übersicht über die musikalischen Werke des US-amerikanischen Countrysängers und -musikers Waylon Jennings. Während seiner 40-jährigen Karriere veröffentlichte er 45 Studioalben und 98 Singles. Er war außerdem Mitglied der Musikgruppe The Highwaymen, die neben ihm aus Johnny Cash, Willie Nelson und Kris Kristofferson bestand. Den Schallplattenauszeichnungen zufolge hat er bisher mehr als 17,6 Millionen Tonträger verkauft, davon alleine in seiner Heimat über 17 Millionen. Seine erfolgreichste Veröffentlichung ist das Album Lonesome, On’ry and Mean (Greatest Hits) mit über fünf Millionen verkauften Einheiten.

## Alben

### Studioalben
| Jahr | Titel Musiklabel                                           | Höchstplatzierung, Gesamtwochen, AuszeichnungChartplatzierungen (Jahr, Titel, Musiklabel, Platzierungen, Wochen, Auszeichnungen, Anmerkungen) | Höchstplatzierung, Gesamtwochen, AuszeichnungChartplatzierungen (Jahr, Titel, Musiklabel, Platzierungen, Wochen, Auszeichnungen, Anmerkungen) | Anmerkungen                              |
| Jahr | Titel Musiklabel                                           | US | Country | Anmerkungen                              |
| ---- | ---------------------------------------------------------- | --- | --- | ---------------------------------------- |
| 1964 | Waylon at JD’s Sound Limited                               | — | — | Erstveröffentlichung: Dezember 1964      |
| 1966 | Folk-Country RCA Victor                                    | — | Country9 (24 Wo.)Country | Erstveröffentlichung: 14. März 1966      |
| 1966 | Leavin’ Town RCA Victor                                    | — | Country3 (27 Wo.)Country | Erstveröffentlichung: 7. Oktober 1966    |
| 1966 | Nashville Rebel (Soundtrack) RCA Victor                    | — | Country4 (25 Wo.)Country | Erstveröffentlichung: 12. Dezember 1966  |
| 1967 | Waylon Sings Ol’ Harlan RCA Victor                         | — | Country32 (3 Wo.)Country | Erstveröffentlichung: 24. März 1967      |
| 1967 | Love of the Common People RCA Victor                       | — | Country3 (24 Wo.)Country | Erstveröffentlichung: 15. August 1967    |
| 1967 | The One and Only RCA Camden                                | — | Country19 (11 Wo.)Country | Erstveröffentlichung: 9. November 1967   |
| 1968 | Hangin’ On RCA Records                                     | — | Country9 (10 Wo.)Country | Erstveröffentlichung: Februar 1968       |
| 1968 | Only the Greatest RCA Victor                               | — | Country12 (16 Wo.)Country | Erstveröffentlichung: 7. Juli 1968       |
| 1968 | Jewels RCA Victor                                          | — | Country6 (20 Wo.)Country | Erstveröffentlichung: 7. Dezember 1968   |
| 1969 | Just to Satisfy You RCA Victor                             | — | Country7 (19 Wo.)Country | Erstveröffentlichung: 7. März 1969       |
| 1970 | Waylon RCA Victor                                          | — | — | Erstveröffentlichung: Januar 1970        |
| 1970 | Don’t Think Twice A&M Records                              | — | — | Erstveröffentlichung: März 1970          |
| 1970 | Singer of Sad Songs RCA Records                            | — | Country23 (14 Wo.)Country | Erstveröffentlichung: November 1970      |
| 1971 | The Taker / Tulsa RCA Records                              | — | Country12 (12 Wo.)Country | Erstveröffentlichung: Februar 1971       |
| 1971 | Cedartown, Georgia RCA Records                             | — | Country27 (10 Wo.)Country | Erstveröffentlichung: August 1971        |
| 1972 | Good Hearted Woman RCA Records                             | — | Country7 (18 Wo.)Country | Erstveröffentlichung: Januar 1972        |
| 1972 | Ladies Love Outlaws RCA Records                            | — | Country11 (17 Wo.)Country | Erstveröffentlichung: September 1972     |
| 1973 | Lonesome, On’ry and Mean RCA Victor                        | — | Country8 (18 Wo.)Country | Erstveröffentlichung: März 1973          |
| 1973 | Honky Tonk Heroes RCA Camden                               | US185 (5 Wo.)US | Country14 (14 Wo.)Country | Erstveröffentlichung: Oktober 1973       |
| 1974 | This Time RCA Victor                                       | — | Country4 (25 Wo.)Country | Erstveröffentlichung: Juli 1974          |
| 1974 | The Ramblin’ Man RCA Victor                                | US105 (17 Wo.)US | Country3 (36 Wo.)Country | Erstveröffentlichung: September 1974     |
| 1975 | Dreaming My Dreams RCA Victor                              | US49 Gold · (21 Wo.)US | Country1 (45 Wo.)Country | Erstveröffentlichung: Juni 1975          |
| 1976 | Are You Ready for the Country RCA Victor                   | US34 Gold · (35 Wo.)US | Country1 (43 Wo.)Country | Erstveröffentlichung: Juni 1976          |
| 1977 | Ol’ Waylon RCA Victor                                      | US15 Platin · (33 Wo.)US | Country1 (63 Wo.)Country |                                          |
| 1978 | I’ve Always Been Crazy RCA Victor                          | US48 Gold · (24 Wo.)US | Country1 (49 Wo.)Country | Erstveröffentlichung: September 1978     |
| 1979 | What Goes Around Comes Around RCA Victor                   | US49 Gold · (28 Wo.)US | Country2 (41 Wo.)Country | Erstveröffentlichung: November 1979      |
| 1980 | Music Man RCA Victor                                       | US36 Gold · (43 Wo.)US | Country1 (63 Wo.)Country | Erstveröffentlichung: Mai 1980           |
| 1982 | Black on Black RCA Victor                                  | US39 (23 Wo.)US | Country3 (34 Wo.)Country | Erstveröffentlichung: Februar 1982       |
| 1983 | It’s Only Rock + Roll RCA Victor                           | US109 (11 Wo.)US | Country10 (27 Wo.)Country | Erstveröffentlichung: März 1983          |
| 1983 | Waylon and Company RCA Victor                              | — | Country12 (19 Wo.)Country | Erstveröffentlichung: September 1983     |
| 1984 | Never Could Toe the Mark RCA Victor                        | — | Country20 (17 Wo.)Country | Erstveröffentlichung: Juni 1984          |
| 1985 | Turn the Page RCA Victor                                   | — | Country23 (33 Wo.)Country | Erstveröffentlichung: Juli 1985          |
| 1986 | Sweet Mother Texas RCA Victor                              | — | — | Erstveröffentlichung: Februar 1986       |
| 1986 | Will the Wolf Survive MCA Records                          | — | Country1 (45 Wo.)Country | Erstveröffentlichung: 10. März 1986      |
| 1987 | Hangin’ Tough MCA Records                                  | — | Country19 (22 Wo.)Country |                                          |
| 1987 | A Man Called Hoss MCA Records                              | — | Country22 (31 Wo.)Country | Erstveröffentlichung: 19. Oktober 1987   |
| 1988 | Full Circle MCA Records                                    | — | Country36 (21 Wo.)Country | Erstveröffentlichung: 7. Oktober 1988    |
| 1990 | The Eagle Epic Records                                     | US172 (5 Wo.)US | Country9 (49 Wo.)Country | Erstveröffentlichung: 28. September 1990 |
| 1992 | Too Dumb for New York City, Too Ugly for L.A. Epic Records | — | Country70 (4 Wo.)Country | Erstveröffentlichung: August 1992        |
| 1992 | Ol’ Waylon Sings Ol’ Hank WJ Records                       | — | — |                                          |
| 1993 | Cowboys, Sisters, Rascals & Dirt Ode 2 Kids                | — | — |                                          |
| 1994 | Waymore’s Blues (Part II) RCA Records                      | — | Country63 (2 Wo.)Country | Erstveröffentlichung: 13. September 1994 |
| 1996 | Right for the Time Justice Records                         | — | — |                                          |
| 1998 | Closing In on the Fire Ark 21 Records                      | — | Country71 (1 Wo.)Country |                                          |
| 2012 | Goin’ Down Rockin’: The Last Recordings Saguaro Road       | US67 (3 Wo.)US | Country14 (16 Wo.)Country |                                          |

### Gemeinschaftsalben

#### Mit Willie Nelson
| Jahr | Titel Musiklabel                         | Höchstplatzierung, Gesamtwochen, AuszeichnungChartplatzierungen (Jahr, Titel, Musiklabel, Platzierungen, Wochen, Auszeichnungen, Anmerkungen) | Höchstplatzierung, Gesamtwochen, AuszeichnungChartplatzierungen (Jahr, Titel, Musiklabel, Platzierungen, Wochen, Auszeichnungen, Anmerkungen) | Anmerkungen                        |
| Jahr | Titel Musiklabel                         | US | Country | Anmerkungen                        |
| ---- | ---------------------------------------- | --- | --- | ---------------------------------- |
| 1978 | Waylon & Willie RCA Victor               | US12 ×2Doppelplatin · (29 Wo.)US | Country1 (126 Wo.)Country | Erstveröffentlichung: Januar 1978  |
| 1982 | WWII RCA Victor                          | US57 Gold · (22 Wo.)US | Country3 (36 Wo.)Country | Erstveröffentlichung: Oktober 1982 |
| 1983 | Take It to the Limit Columbia Records    | US60 (16 Wo.)US | Country3 (53 Wo.)Country | Erstveröffentlichung: April 1983   |
| 1991 | Clean Shirt Epic Records                 | US193 (3 Wo.)US | Country28 (13 Wo.)Country | Erstveröffentlichung: Juni 1991    |
| 1999 | Waylon and Willie Super Hits RCA Records | — | — |                                    |

#### Mit den Highwaymen
The Highwaymen bestanden neben Waylon Jennings aus Willie Nelson, Johnny Cash und Kris Kristofferson.

| Jahr | Titel Musiklabel                         | Höchstplatzierung, Gesamtwochen, AuszeichnungChartplatzierungen (Jahr, Titel, Musiklabel, Platzierungen, Wochen, Auszeichnungen, Anmerkungen) | Höchstplatzierung, Gesamtwochen, AuszeichnungChartplatzierungen (Jahr, Titel, Musiklabel, Platzierungen, Wochen, Auszeichnungen, Anmerkungen) | Anmerkungen                           |
| Jahr | Titel Musiklabel                         | US | Country | Anmerkungen                           |
| ---- | ---------------------------------------- | --- | --- | ------------------------------------- |
| 1985 | Highwayman Columbia Records              | US92 (35 Wo.)US | Country1 (66 Wo.)Country | Erstveröffentlichung: Mai 1985        |
| 1990 | Highwayman 2 Columbia Records            | US79 (13 Wo.)US | Country4 (47 Wo.)Country | Erstveröffentlichung: 9. Februar 1990 |
| 1995 | The Road Goes on Forever Liberty Records | — | — | Erstveröffentlichung: 4. April 1995   |

#### Gemeinschaftsalben
| Jahr | Titel Musiklabel                                 | Höchstplatzierung, Gesamtwochen, AuszeichnungChartplatzierungen (Jahr, Titel, Musiklabel, Platzierungen, Wochen, Auszeichnungen, Anmerkungen) | Höchstplatzierung, Gesamtwochen, AuszeichnungChartplatzierungen (Jahr, Titel, Musiklabel, Platzierungen, Wochen, Auszeichnungen, Anmerkungen) | Anmerkungen                                        |
| Jahr | Titel Musiklabel                                 | US | Country | Anmerkungen                                        |
| ---- | ------------------------------------------------ | --- | --- | -------------------------------------------------- |
| 1969 | Country-Folk RCA Victor                          | US169 (4 Wo.)US | Country13 (13 Wo.)Country | mit The Kimberlys                                  |
| 1970 | Ned Kelly United Artists Records                 | — | — | Soundtrack                                         |
| 1976 | Mackintosh & T.J. RCA Victor                     | US189 (4 Wo.)US | Country16 (12 Wo.)Country | Erstveröffentlichung: März 1976 Soundtrack         |
| 1976 | Wanted! The Outlaws RCA Victor                   | US10 ×2Doppelplatin · (51 Wo.)US | Country1 (187 Wo.)Country | mit Willie Nelson, Jessi Colter und Tompall Glaser |
| 1978 | White Mansions A&M Records                       | — | — | mit Jessi Colter, John Dillon und Steve Cash       |
| 1982 | Leather and Lace RCA Victor                      | US— GoldUS | — | Erstveröffentlichung: Januar 1981 mit Jessi Colter |
| 1986 | Heroes Columbia Records                          | — | Country13 (19 Wo.)Country | Erstveröffentlichung: Juni 1986 mit Johnny Cash    |
| 1998 | Old Dogs Atlantic Records                        | — | — | mit Bobby Bare, Jerry Reed und Mel Tillis          |
| 2004 | The Crickets and Their Buddies Sovereign Artists | — | — | mit The Crickets                                   |
| 2008 | Waylon Forever Vagrant Records                   | US142 (1 Wo.)US | Country28 (4 Wo.)Country | mit Shooter Jennings and The .357’s                |
| 2013 | Old 97’s & Waylon Jennings RCA Records           | — | Country65 (1 Wo.)Country | mit Old 97’s                                       |

### Livealben
| Jahr | Titel Musiklabel                                                                                 | Höchstplatzierung, Gesamtwochen, AuszeichnungChartplatzierungen (Jahr, Titel, Musiklabel, Platzierungen, Wochen, Auszeichnungen, Anmerkungen) | Höchstplatzierung, Gesamtwochen, AuszeichnungChartplatzierungen (Jahr, Titel, Musiklabel, Platzierungen, Wochen, Auszeichnungen, Anmerkungen) | Anmerkungen |
| Jahr | Titel Musiklabel                                                                                 | US | Country | Anmerkungen |
| ---- | ------------------------------------------------------------------------------------------------ | --- | --- | ----------- |
| 1976 | Waylon Live RCA Victor                                                                           | US46 Gold · (17 Wo.)US | Country1 (30 Wo.)Country |             |
| 2000 | Never Say Die: Live Columbia Records                                                             | — | Country71 (1 Wo.)Country |             |
| 2003 | Waylon Live: The Expanded Edition RCA Records                                                    | — | Country64 (1 Wo.)Country |             |
| 2006 | Live from Austin, TX New West Records                                                            | US— GoldUS | — |             |
| 2007 | Waylon Jennings & The Waymore Blues Band: Never Say Die The Final Concert Film Legacy Recordings | — | Country67 (2 Wo.)Country |             |

### Kompilationen
| Jahr | Titel Musiklabel                                                                            | Höchstplatzierung, Gesamtwochen, AuszeichnungChartplatzierungen (Jahr, Titel, Musiklabel, Platzierungen, Wochen, Auszeichnungen, Anmerkungen) | Höchstplatzierung, Gesamtwochen, AuszeichnungChartplatzierungen (Jahr, Titel, Musiklabel, Platzierungen, Wochen, Auszeichnungen, Anmerkungen) | Anmerkungen                         |
| Jahr | Titel Musiklabel                                                                            | US | Country | Anmerkungen                         |
| ---- | ------------------------------------------------------------------------------------------- | --- | --- | ----------------------------------- |
| 1969 | Waylon Jennings Vocalion Records                                                            | — | — |                                     |
| 1970 | The Best of Waylon Jennings RCA Records                                                     | — | — |                                     |
| 1973 | Ruby, Don’t Take Your Love to Town RCA Camden                                               | — | — |                                     |
| 1973 | Only Daddy That’ll Walk the Line RCA Camden                                                 | — | — |                                     |
| 1973 | Heartaches by the Number RCA Camden                                                         | — | — |                                     |
| 1979 | Lonesome, On’ry and Mean (Greatest Hits) RCA Records                                        | US28 ×5Fünffachplatin · (115 Wo.)US | Country1 (189 Wo.)Country |                                     |
| 1984 | Waylon’s Greatest Hits Vol. 2 RCA Victor                                                    | — | Country27 (36 Wo.)Country |                                     |
| 1985 | The Collector’s Series RCA Victor                                                           | — | — |                                     |
| 1985 | The Waylon Files Vo. 1–15 Bear Family Records                                               | — | — |                                     |
| 1986 | The Best of Waylon RCA Records                                                              | — | — |                                     |
| 1989 | The Early Years RCA Records                                                                 | — | — |                                     |
| 1989 | New Classic Waylon MCA Records                                                              | — | Country48 (7 Wo.)Country |                                     |
| 1993 | Waylon Jennings – The RCA Years – Only Daddy That’ll Walk the Line RCA Records              | — | — |                                     |
| 1996 | The Essential RCA Records                                                                   | — | — |                                     |
| 1996 | Super Hits RCA Records                                                                      | — | Country66 (5 Wo.)Country |                                     |
| 1998 | Super Hits II RCA Records                                                                   | — | — |                                     |
| 2000 | 20th Century Masters – The Millennium Collection: The Best of Waylon Jennings MCA Nashville | — | Country67 (1 Wo.)Country |                                     |
| 2001 | RCA Country Legends RCA Records                                                             | US155 (1 Wo.)US | Country19 (55 Wo.)Country |                                     |
| 2004 | Ultimate Waylon Jennings RCA Records                                                        | US139 (1 Wo.)US | Country16 (82 Wo.)Country | Erstveröffentlichung: 29. März 2004 |
| 2004 | The Complete MCA Recordings MCA Nashville                                                   | — | — |                                     |
| 2005 | 16 Biggest Hits Legacy Recordings                                                           | — | Country42 (69 Wo.)Country |                                     |
| 2006 | Nashville Rebel RCA Records                                                                 | — | — |                                     |
| 2006 | Waylon Sings Hank Williams YMC Records                                                      | — | — |                                     |
| 2007 | The Essential Legacy Recordings                                                             | — | — |                                     |
| 2008 | Playlist: The Very Best of Waylon Jennings Legacy Recordings                                | — | Country53 (13 Wo.)Country |                                     |
| 2010 | Super Hits II Sony Music                                                                    | — | Country74 (1 Wo.)Country |                                     |
| 2012 | Country: Waylon Jennings Sony Music                                                         | — | Country62 (29 Wo.)Country |                                     |

## Singles
| Jahr | Titel Album                                                                                       | Höchstplatzierung, Gesamtwochen, AuszeichnungChartplatzierungen (Jahr, Titel, Album, Platzierungen, Wochen, Auszeichnungen, Anmerkungen) | Höchstplatzierung, Gesamtwochen, AuszeichnungChartplatzierungen (Jahr, Titel, Album, Platzierungen, Wochen, Auszeichnungen, Anmerkungen) | Höchstplatzierung, Gesamtwochen, AuszeichnungChartplatzierungen (Jahr, Titel, Album, Platzierungen, Wochen, Auszeichnungen, Anmerkungen) | Höchstplatzierung, Gesamtwochen, AuszeichnungChartplatzierungen (Jahr, Titel, Album, Platzierungen, Wochen, Auszeichnungen, Anmerkungen) | Anmerkungen                                                |
| Jahr | Titel Album                                                                                       | DE | CH | US | Country | Anmerkungen                                                |
| ---- | ------------------------------------------------------------------------------------------------- | --- | --- | --- | --- | ---------------------------------------------------------- |
| 1965 | That’s the Chance I’ll Have to Take Folk-Country                                                  | — | — | — | Country49 (2 Wo.)Country |                                                            |
| 1965 | Stop the World (and Let Me Off) Folk-Country                                                      | — | — | — | Country16 (13 Wo.)Country |                                                            |
| 1965 | Anita, You’re Dreaming Leavin’ Town                                                               | — | — | — | Country17 (15 Wo.)Country |                                                            |
| 1966 | Time to Burn Again Leavin’ Town                                                                   | — | — | — | Country17 (13 Wo.)Country |                                                            |
| 1966 | (That’s What You Get) For Lovin’ Me Leavin’ Town                                                  | — | — | — | Country9 (18 Wo.)Country |                                                            |
| 1966 | Green River Nashville Rebel                                                                       | — | — | — | Country11 (15 Wo.)Country |                                                            |
| 1967 | Mental Revenge Jewels                                                                             | — | — | — | Country12 (16 Wo.)Country |                                                            |
| 1967 | The Chokin’ Kid Hangin’ On                                                                        | — | — | — | Country8 (17 Wo.)Country | Erstveröffentlichung: Juli 1967                            |
| 1967 | Walk Out on a Mind Only the Greatest                                                              | — | — | — | Country5 (16 Wo.)Country |                                                            |
| 1968 | I Got You Just to Satisfy You                                                                     | — | — | — | Country4 (15 Wo.)Country | mit Anita Carter                                           |
| 1968 | Only Daddy That’ll Walk the Line Only the Greatest                                                | — | — | — | Country2 (18 Wo.)Country |                                                            |
| 1968 | Yours Love Jewels                                                                                 | — | — | — | Country5 (17 Wo.)Country |                                                            |
| 1969 | Something’s Wrong in California The Best of Waylon Jennings                                       | — | — | — | Country19 (12 Wo.)Country |                                                            |
| 1969 | The Days of Sand and Shovels The Best of Waylon Jennings                                          | — | — | — | Country20 (12 Wo.)Country |                                                            |
| 1969 | Brown Eyed Handsome Man Waylon                                                                    | — | — | — | Country3 (15 Wo.)Country |                                                            |
| 1969 | Delia’s Gone Waylon                                                                               | — | — | — | Country37 (6 Wo.)Country |                                                            |
| 1970 | Singer of Sad Songs                                                                               | — | — | — | Country12 (14 Wo.)Country |                                                            |
| 1970 | The Taker The Taker/Tulsa                                                                         | — | — | US94 (1 Wo.)US | Country5 (15 Wo.)Country |                                                            |
| 1970 | (Don’t Let the Sun Set on You) Tulsa The Taker/Tulsa                                              | — | — | — | Country16 (12 Wo.)Country |                                                            |
| 1970 | Suspicious Minds Wanted! The Outlaws                                                              | — | — | — | Country2 (24 Wo.)Country | Erstveröffentlichung: 22. Oktober 1970 mit Jessi Colter    |
| 1971 | Under Your Spell Again Ladies Love Outlaws                                                        | — | — | — | Country39 (8 Wo.)Country | Erstveröffentlichung: 29. Mai 1971 mit Jessi Colter        |
| 1971 | Mississippi Woman The Taker/Tulsa                                                                 | — | — | — | Country14 (14 Wo.)Country |                                                            |
| 1971 | Cedartown, Georgia                                                                                | — | — | — | Country12 (15 Wo.)Country |                                                            |
| 1972 | Sweet Dream Woman Good Hearted Woman                                                              | — | — | — | Country7 (13 Wo.)Country |                                                            |
| 1972 | Pretend I Never Happened Lonesome, On’ry and Mean                                                 | — | — | — | Country6 (15 Wo.)Country |                                                            |
| 1973 | You Can Have Her Lonesome, On’ry and Mean                                                         | — | — | — | Country7 (14 Wo.)Country | Erstveröffentlichung: 17. Januar 1973                      |
| 1973 | We Had It All Honky Tonk Heroes                                                                   | — | — | — | Country28 (10 Wo.)Country |                                                            |
| 1973 | You Ask Me To Honky Tonk Heroes                                                                   | — | — | — | Country8 (15 Wo.)Country | Erstveröffentlichung: 23. September 1973                   |
| 1974 | This Time                                                                                         | — | — | — | Country1 (13 Wo.)Country |                                                            |
| 1974 | I’m a Ramblin’ Man The Ramblin’ Man                                                               | — | — | US75 (7 Wo.)US | Country1 (13 Wo.)Country |                                                            |
| 1975 | Rainy Day Woman / Let’s All Help The Cowboy (Sing The Blues) The Ramblin’ Man                     | — | — | — | Country2 (12 Wo.)Country | Erstveröffentlichung: Januar 1975                          |
| 1975 | Dreaming My Dreams with You Dreaming My Dreams                                                    | — | — | — | Country10 (14 Wo.)Country |                                                            |
| 1975 | Are You Sure Hank Done It This Way Dreaming My Dreams                                             | — | — | US60 (9 Wo.)US | Country1 (16 Wo.)Country | Erstveröffentlichung: August 1975                          |
| 1975 | Good Hearted Woman Wanted! The Outlaws                                                            | — | — | US25 (12 Wo.)US | Country1 (17 Wo.)Country | Erstveröffentlichung: Dezember 1975 mit Willie Nelson      |
| 1976 | Can’t You See / I’ll Go Back To Her Are You Ready for the Country                                 | — | — | US97 (1 Wo.)US | Country4 (8 Wo.)Country |                                                            |
| 1976 | Are You Ready for the Country                                                                     | — | — | — | Country7 (14 Wo.)Country |                                                            |
| 1976 | Mac Arthur Park Country-Folk                                                                      | — | — | US93 (2 Wo.)US | Country23 (11 Wo.)Country | mit The Kimberlys                                          |
| 1977 | Luckenbach, Texas (Back to The Basics of Love) I’ve Always Been Crazy                             | — | — | US25 (16 Wo.)US | Country1 (18 Wo.)Country | Erstveröffentlichung: 21. März 1977                        |
| 1977 | The Wurlitzer Price (I Don’t Want to Get Over You) / Lookin’ For a Feeling I’ve Always Been Crazy | — | — | — | Country1 (16 Wo.)Country |                                                            |
| 1978 | I’ve Always Been Crazy                                                                            | — | — | — | Country1 (13 Wo.)Country |                                                            |
| 1978 | Don’t You Think This Outlaw Bit’s Done Go Out of Hand I’ve Always Been Crazy                      | — | — | — | Country5 (13 Wo.)Country |                                                            |
| 1978 | Mamas Don’t Let Your Babies Grow Up to Be Cowboys Waylon and Willie                               | — | — | US42 (10 Wo.)US | Country1 (16 Wo.)Country | mit Willie Nelson                                          |
| 1979 | Amanda Greatest Hits                                                                              | — | — | US54 (7 Wo.)US | Country1 (14 Wo.)Country |                                                            |
| 1979 | Come with Me What Goes Around Comes Around                                                        | — | — | — | Country1 (13 Wo.)Country |                                                            |
| 1979 | I Ain’t Living Long Like This What Goes Around Comes Around                                       | — | — | — | Country1 (15 Wo.)Country |                                                            |
| 1980 | Clyde Music Man                                                                                   | — | — | — | Country7 (13 Wo.)Country |                                                            |
| 1980 | Theme from The Dukes of Hazzard (Good Ol’ Boys) Music Man                                         | — | — | US21 Gold + Platin (Mastertone) · (23 Wo.)US                                                                                             | Country1 (17 Wo.)Country |                                                            |
| 1981 | Storms Never Last Music Man                                                                       | — | — | — | Country17 (12 Wo.)Country | Erstveröffentlichung: 3. Februar 1981 mit Jessi Colter     |
| 1981 | The Wild Side of Life/It Wasn’t God Who Made Honky Tonk Angel Leather and Lace                    | — | — | — | Country10 (13 Wo.)Country | Erstveröffentlichung: 14. Mai 1981 mit Jessi Colter        |
| 1981 | Shine Black on Black                                                                              | — | — | — | Country5 (19 Wo.)Country |                                                            |
| 1982 | Women Do Know How to Carry On Black on Black                                                      | — | — | — | Country4 (16 Wo.)Country |                                                            |
| 1982 | Just to Satisfy You Black on Black                                                                | — | — | US52 (9 Wo.)US | Country1 (18 Wo.)Country | Erstveröffentlichung: 28. Februar 1982 mit Willie Nelson   |
| 1982 | (Sittin’ On) The Dock of the Bay WWII                                                             | — | — | — | Country13 (15 Wo.)Country | mit Willie Nelson                                          |
| 1983 | Lucille (You Won’t Do Your Daddy’s Will) It’s Only Rock and Roll                                  | — | — | — | Country1 (16 Wo.)Country | Erstveröffentlichung: Februar 1983                         |
| 1983 | Breakin’ Down It’s Only Rock and Roll                                                             | — | — | — | Country10 (18 Wo.)Country |                                                            |
| 1983 | Hold On, I’m Comin’ Waylon and Company                                                            | — | — | — | Country20 (14 Wo.)Country | mit Jerry Reed                                             |
| 1983 | The Conversation Waylon and Company                                                               | — | — | US— GoldUS | Country15 (16 Wo.)Country | mit Hank Williams Jr.                                      |
| 1983 | Take It to the Limit                                                                              | — | — | — | Country8 (19 Wo.)Country | Erstveröffentlichung: 12. September 1983 mit Willie Nelson |
| 1984 | I May Be Used (But Baby I Ain’t Used Up) Waylon and Company                                       | — | — | — | Country4 (20 Wo.)Country |                                                            |
| 1984 | Never Could Toe the Mack                                                                          | — | — | — | Country6 (18 Wo.)Country |                                                            |
| 1984 | America Greatest Hits Vol. 2                                                                      | — | — | — | Country6 (21 Wo.)Country |                                                            |
| 1985 | Waltz Me to Heaven Greatest Hits Vol. 2                                                           | — | — | — | Country10 (19 Wo.)Country |                                                            |
| 1985 | Drinkin’ and Dreamin’ Turn the Page                                                               | — | — | — | Country2 (21 Wo.)Country |                                                            |
| 1985 | The Devil’s on the Loose Turn the Page                                                            | — | — | — | Country13 (18 Wo.)Country | Erstveröffentlichung: Oktober 1985                         |
| 1986 | Even Cowgirls get the Blues Heroes                                                                | — | — | — | Country35 (11 Wo.)Country | Erstveröffentlichung: Mai 1986 mit Johnny Cash             |
| 1986 | Working Without a Net Will the Wolf Survive                                                       | — | — | — | Country7 (19 Wo.)Country |                                                            |
| 1986 | Will the Wolf Survive                                                                             | — | — | — | Country5 (19 Wo.)Country |                                                            |
| 1986 | What You’ll Do When I’m Gone Will the Wolf Survive                                                | — | — | — | Country8 (21 Wo.)Country |                                                            |
| 1987 | Rose in Paradise Hangin’ Tough                                                                    | — | — | — | Country1 (19 Wo.)Country |                                                            |
| 1987 | Fallin’ Out Hangin’ Tough                                                                         | — | — | — | Country8 (19 Wo.)Country |                                                            |
| 1987 | Rough and Rowdy Days A Man Called Hoss                                                            | — | — | — | Country6 (22 Wo.)Country |                                                            |
| 1988 | If Ole Hank Could Only See Us Now A Man Called Hoss                                               | — | — | — | Country16 (16 Wo.)Country |                                                            |
| 1988 | How Much Is It Worth to Live in L.A. Full Circle                                                  | — | — | — | Country38 (9 Wo.)Country |                                                            |
| 1989 | Which Way Do I Go (Now That I’m Gone) Full Circle                                                 | — | — | — | Country28 (16 Wo.)Country |                                                            |
| 1989 | Trouble Man Full Circle                                                                           | — | — | — | Country61 (5 Wo.)Country |                                                            |
| 1989 | You Put Soul in the Song Full Circle                                                              | — | — | — | Country59 (6 Wo.)Country |                                                            |
| 1990 | Silver Stallion The Highwayman 2                                                                  | — | — | — | Country25 (14 Wo.)Country | Erstveröffentlichung: Januar 1990 mit The Highwaymen       |
| 1990 | Wrong The Eagle                                                                                   | — | — | — | Country5 (21 Wo.)Country |                                                            |
| 1990 | Where Corn Don’t Grow The Eagle                                                                   | — | — | — | Country67 (6 Wo.)Country |                                                            |
| 1990 | What Bothers Me Most The Eagle                                                                    | — | — | — | Country66 (4 Wo.)Country |                                                            |
| 1991 | The Eagle                                                                                         | — | — | — | Country22 (12 Wo.)Country |                                                            |
| 1991 | If I Can Find a Clean Shirt Clean Shirt                                                           | — | — | — | Country51 (10 Wo.)Country | mit Willie Nelson                                          |
| 2014 | Dreaming My Dreams With You Dreaming My Dreams                                                    | DE67 (1 Wo.)DE | CH59 (1 Wo.)CH | — | — |                                                            |

grau schraffiert: keine Chartdaten aus diesem Jahr verfügbar
Weitere Singles
- 1959: Jole Blon
- 1961: Another Blue Day
- 1962: Crying
- 1963: My Baby Walks All Over Me
- 1964: Love Denied
- 1964: Four Strong Winds
- 1964: Sing the Girls a Song Bill
- 1965: I Don’t Believe You
- 1971: Good Hearted Woman
- 1986: The Ballad of Forty Dollars (mit Johnny Cash)
- 1992: Just Talkin’
- 1992: Too Dumb for New York City
- 1998: I Know About Me, I Don’t Know About You
- 2012: Goin’ Down Rockin’

### Als Gastmusiker
| Jahr | Titel Album                                                  | Höchstplatzierung, Gesamtwochen, AuszeichnungChartplatzierungen (Jahr, Titel, Album, Platzierungen, Wochen, Auszeichnungen, Anmerkungen) | Höchstplatzierung, Gesamtwochen, AuszeichnungChartplatzierungen (Jahr, Titel, Album, Platzierungen, Wochen, Auszeichnungen, Anmerkungen) | Anmerkungen                                    |
| Jahr | Titel Album                                                  | US | Country | Anmerkungen                                    |
| ---- | ------------------------------------------------------------ | --- | --- | ---------------------------------------------- |
| 1967 | Chet’s Tune kein Album                                       | — | Country38 (13 Wo.)Country | Some of Chet’s friends                         |
| 1970 | Big River Trick Pony                                         | — | Country41 (8 Wo.)Country | Trick Pony feat. Johnny Cash & Waylon Jennings |
| 1978 | There Ain’t No Good Chain Gang I Would Like to See You Again | — | Country2 (13 Wo.)Country | Johnny Cash                                    |
| 1980 | I Wish I Was Crazy Again Greatest Hits, Vol. 3               | — | Country22 (12 Wo.)Country | Johnny Cash                                    |
| 1983 | Leave Them Boys Alone Strong Stuff                           | — | Country6 (16 Wo.)Country | Hank Williams Jr. mit Ernest Tubb              |
| 1985 | We Are the World                                             | US1 (18 Wo.)US | Country76 (6 Wo.)Country | USA for Africa                                 |
| 1988 | Somewhere Between ragged and Right Blue Skies Again          | — | Country23 (15 Wo.)Country | John Anderson                                  |
| 1988 | High Ridin’ Heroes Hard Times on Easy Street                 | — | Country14 (19 Wo.)Country | David Lynn Jones                               |

Weitere Gastbeiträge
- 1996: One Good Love (Neil Diamond)

## Musikvideos
| Jahr | Titel                                           | Regisseur       |
| ---- | ----------------------------------------------- | --------------- |
| 1983 | The Conversation (mit Hank Williams Jr.)        | David Hogan     |
| 1984 | Never Could Toe the Mark                        | David Hogan     |
| 1984 | If She’ll Leave Her Mama                        | David Hogan     |
| 1984 | Settin’ Me Up                                   | David Hogan     |
| 1984 | Where Would I Be                                | David Hogan     |
| 1984 | Whatever Gets You Through the Night             | David Hogan     |
| 1984 | America                                         | David Hogan     |
| 1990 | Wrong                                           | Deaton Flanigen |
| 1991 | If I Can Find a Clean Shirt (mit Willie Nelson) | Deaton Flanigen |
| 1993 | Cowboy Movies                                   | Greg Travis     |
| 1995 | Wild Ones                                       | Deaton Flanigen |
| 1996 | One Good Love (mit Neil Diamond)                | Deaton Flanigen |
| 1996 | Deep in the West (mit Jessi Colter)             | Jane Minarovic  |
| 2001 | Drift Away                                      | Wyatt Smith     |
| 2001 | Never Say Die                                   | Wyatt Smith     |
| 2001 | Amanda/A Couple More Years                      | Wyatt Smith     |

## Statistik

### Chartauswertung
|                     | US     | Country          |
| ------------------- | ------ | ---------------- |
| Nummer-eins-Alben   | US—US  | Country11Country |
| Top-10-Alben        | US1US  | Country29Country |
| Alben in den Charts | US26US | Country66Country |

|                       | DE    | CH    | US     | Country          |
| --------------------- | ----- | ----- | ------ | ---------------- |
| Nummer-eins-Singles   | DE—DE | CH—CH | US1US  | Country15Country |
| Top-10-Singles        | DE—DE | CH—CH | US1US  | Country51Country |
| Singles in den Charts | DE1DE | CH1CH | US12US | Country89Country |

### Auszeichnungen für Musikverkäufe
| Silberne Schallplatte - Vereinigtes Königreich - 2023: für das Lied Highwayman Goldene Schallplatte - Kanada - 1977: für das Album Ol’ Waylon - Neuseeland - 1981: für das Album Greatest Hits | Platin-Schallplatte - Kanada - 1983: für das Album Waylon and Willie 3× Platin-Schallplatte - Kanada - 1981: für das Album Greatest Hits |

Anmerkung: Auszeichnungen in Ländern aus den Charttabellen bzw. Chartboxen sind in ebendiesen zu finden.
| Land/RegionAuszeichnungen für Musikverkäufe (Land/Region, Auszeichnungen, Verkäufe, Quellen) | Silber  | Gold       | Platin       | Verkäufe   | Quellen         |
| -------------------------------------------------------------------------------------------- | ------- | ---------- | ------------ | ---------- | --------------- |
| Kanada (MC)                                                                                  | —       | Gold1      | 4× Platin4   | 450.000    | musiccanada.com |
| Neuseeland (RMNZ)                                                                            | —       | Gold1      | —            | 10.000     | Einzelnachweise |
| Vereinigte Staaten (RIAA)                                                                    | —       | 11× Gold11 | 11× Platin11 | 17.000.000 | riaa.com        |
| Vereinigtes Königreich (BPI)                                                                 | Silber1 | —          | —            | 200.000    | bpi.co.uk       |
| Insgesamt                                                                                    | Silber1 | 13× Gold13 | 15× Platin15 |            |                 |